# Værker af Mogens Pedersøn
Praktisk talt alle kendte værker af Mogens Pedersøn er vokale. De findes udgivne i tre samlinger, hvortil kommer løsrevne stykker.

## Alfabetisk liste over korværker
- Ad te levavi oculos meos
- L'amara di partita
- Amor, per tua mercè
- Care lagrime mie
- Come esser può ch'io viua
- Deus misereatur nostri
- Dimmi, caro ben mio
- Donna, mentre i' vi miro
- Ecco la primavera
- Forlæ oss med fred naadelig
- Io non credea già mai
- It barn er fød i Bethlehem
- Kyrie Gud Fader forbarme dig offuer oss
- Lascia semplice
- Laudate Dominum
- Madonn', Amor
- Min Siel nu loffue herren (Psalm CIII)
- Missa quinque vocum
- Morirò, cor mio
- Nell' apparir dell' amorosa Aurora
- Non fuggir
- Non voglio piu seruire
- O che soave baccio
- S'io rido et scherzo
- Se del mio lagrimare
- Se nel partir da voi, caro mio bene
- Son viuo e non son viuo
- T'amo mia vita
- Tra queste verdi fronde
- Tutti presero all' hora (seconda parte)
- Victimae paschali laudes

## Udgivelser
- Madrigali a cinque voci, libro primo, 1608
- Madrigali a cinque voci, libro secundo
- Pratum spirituale, 1620